# کهکشان مارپیچی بدون میله

مسیه ۵۱ یکی از کهکشان‌های مارپیچی بدون میله

یک کهکشان مارپیچی بدون میله به کهکشان مارپیچی گفته می‌شود که در مرکزش یک میله نداشته باشد یا به عبارت دیگر کهکشان مارپیچی میله‌ای نباشد. در رده‌بندی کهکشان‌ها به این گروه SA گفته می‌شود.